# Kheshtīānak
Kheshtīānak (persiska: خشتيانک) är en ort i Iran.   Den ligger i provinsen Lorestan, i den nordvästra delen av landet, 300 km sydväst om huvudstaden Teheran. Kheshtīānak ligger 1 725 meter över havet och antalet invånare är 675.
Terrängen runt Kheshtīānak är varierad.Runt Kheshtīānak är det tätbefolkat, med 257 invånare per kvadratkilometer. Närmaste större samhälle är Borujerd, 12,2 km sydost om Kheshtīānak. Trakten runt Kheshtīānak består till största delen av jordbruksmark.